# Titularbistum Myriophytos
Myriophytos (ital.: Miriofido) ist ein Titularbistum der römisch-katholischen Kirche.
Es geht zurück auf ein früheres Bistum der gleichnamigen antiken Stadt in der römischen Provinz Thracia bzw. Europa im europäischen Teil der heutigen Türkei (Ostthrakien). Das Bistum gehörte der Kirchenprovinz Herakleia Sintike an.
| Titularbischöfe von Myriophytos |                                                 |                                                                                    |                   |                   |
| Nr.                             | Name                                            | Amt                                                                                | von               | bis               |
| 1                               | Johannes Müllener CM                            | Apostolischer Vikar von Se-Ciuen (China)                                           | 2. September 1715 | 17. Dezember 1742 |
| 2                               | Johann Nikolaus von Hontheim                    | Weihbischof in Trier (Deutschland)                                                 | 2. Dezember 1748  | 2. September 1790 |
| 3                               | Juan Francisco del Rosario Manfredo y Ballestas | Koadjutorbischof von Panama (Panama)                                               | 24. April 1845    | 21. April 1847    |
| 4                               | Paolo Maria Mondio                              | Prälat von Santa Lucia del Mela (Italien)                                          | 15. März 1852     | 4. September 1857 |
| 5                               | Charles Hyacinth Valerga OCD                    | Apostolischer Vikar von Quilon (Indien)                                            | 24. Mai 1859      | 24. Dezember 1864 |
| 6                               | Bernard-Thadée Petitjean MEP                    | Apostolischer Vikar von Japan Apostolischer Vikar von Südjapan (Japan)             | 11. Mai 1866      | 7. Oktober 1884   |
| 7                               | Jean-Baptiste-Hippolyte Sarthou CM              | Apostolischer Vikar von Südwest Chi-Li Apostolischer Vikar von Nord Chi-Li (China) | 16. Januar 1885   | 13. April 1899    |
| 8                               | Félix Couturier OP                              | Weihbischof in Ägypten (Ägypten)                                                   | März 1919         | 28. Juni 1921     |
| 9                               | Arnoldo Verstraelen SVD                         | Apostolischer Vikar der Kleinen Sunda-Inseln (Indonesien)                          | 13. März 1922     | 15. März 1932     |